# 林氏皮特兰绵鳚
林氏皮特兰绵鳚，為輻鰭魚綱鱸形目绵鳚亞目绵鳚科的其中一種，分布於西南大西洋的阿根廷海域，屬底棲性魚類，棲息深度480-570公尺，體長可達24.2公分。